# Trypanidius maculatus
Trypanidius maculatus là một loài bọ cánh cứng trong họ Cerambycidae.